# Gattico
Gattico (piemontiul: Gàtich) település Olaszországban, Piemont régióban, Novara megyében. Lakosainak száma 3377 fő (2018. január 1.). Gattico Comignago, Invorio, Oleggio Castello, Veruno, Borgomanero és Paruzzaro községekkel határos.

## Népesség
A település lakossága az elmúlt években az alábbi módon változott:
| Lakosok száma | 3312 | 3395 | 3377 |
|               | 2008 | 2017 | 2018 |